# An Post

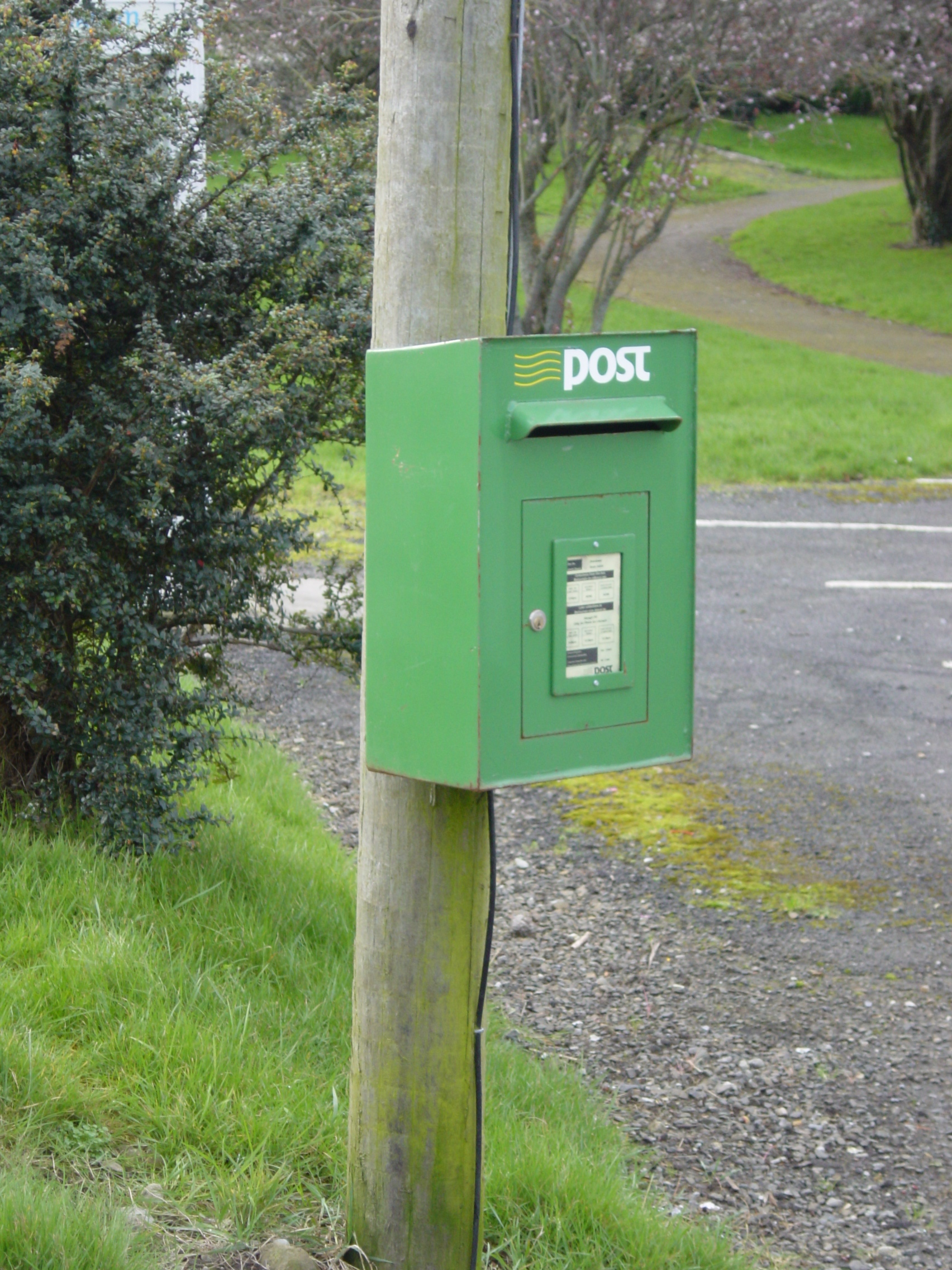
Een postbus van An Post

An Post ("De Post") is een Iers staatsbedrijf dat postdiensten in het land levert.
Het bedrijf ontstond in 1984 toen The Department of Posts & Telegraphs ("Departement van Posterijen & Telegrafie") werd gesplitst in An Post en Telecom Éireann (tegenwoordig: Eircom). Ondanks flinke inkrimpingsoperaties is An Post nog steeds een van de grootste werkgevers van Ierland.
In 2006 richtte An Post samen met Fortis de joint venture Postbank op.
Het administratieve hoofdkwartier van An Post is gevestigd in het General Post Office van Dublin.

## Trivia
An Post heeft ook een eigen wielerploeg. Het in 2006 opgerichte Sean Kelly Team draagt tegenwoordig de naam An Post-Chainreaction.